# Cimetière monumental de Milan
Pour les articles homonymes, voir cimetière monumental.
Le cimetière monumental de Milan (en italien, Cimitero monumentale di Milano) est un des cimetières de Milan en Italie, célèbre par son art funéraire.

## Situation
Le cimetière est situé en zone 8, dans le quartier de Porta Volta, non loin de la gare Porta Garibaldi. Il occupe une superficie de 25 hectares.

## Histoire
Construit à partir de 1864 sur les plans de l'architecte Carlo Maciachini (1818-1899) selon un style éclectique combinant les influences byzantines et romanes, le cimetière est ouvert en 1866.

## Architecture et monuments

### LeFamedio
L'entrée principale est constituée par le Famedio (du latin  famae aedes, « temple de la renommée »), construction volumineuse de style néo-médiéval en marbre et briques. Conçu originellement comme une église, il est devenu le lieu de sépulture des plus grandes personnalités, comme Alessandro Manzoni et Carlo Cattaneo. Y figurent également des cénotaphes aux grands hommes enterrés dans d'autres lieux comme Giuseppe Verdi.

### Monuments funéraires
Les monuments funéraires sont autant classiques que contemporains comme des temples grecs, des obélisques et d'autres édifices originaux comme une version réduite de la colonne de Trajan.
Le mausolée civique Palanti est un monument dû à l'architecte Mario Palanti qui abrite les restes d'illustres personnalités milanaises. On y trouve aussi une œuvre d'Emilio Quadrelli, l'« Ultimo bacio » pour la famille Volonté Vezzoli.
Le mausolée commémoratif aux 800 Milanais tués dans les camps de concentration nazis se trouve dans l'allée centrale. Il est l'œuvre d'un groupe de quatre architectes dont l'un, Gian Luigi Banfi, est mort dans un camp en 1945.
Le cimetière comporte des sections par religion.

## Section israélite

### Présentation
La section, projetée par Maciachini, est ouverte en 1872 pour remplacer les cimetières juifs de Porta Tenaglia, Porta Magenta et Porta Vercellina. Elle se trouve à l’est du cimetière catholique avec une entrée séparée. Le cimetière a été agrandi en 1913 en ajoutant une zone au sud et une à l’est. Le bâtiment central était à l’origine l’entrée du cimetière. Elle comprend six divisions et trois secteurs communs dont l'un, au centre, est réservé aux enfants morts entre 1873 et 1894.
Plus de 1 700 défunts reposent dans cette nécropole. D'autre part, des monuments rappellent la mémoire de personnes mortes dans les camps de concentration nazis ou lors du massacre du lac Majeur.

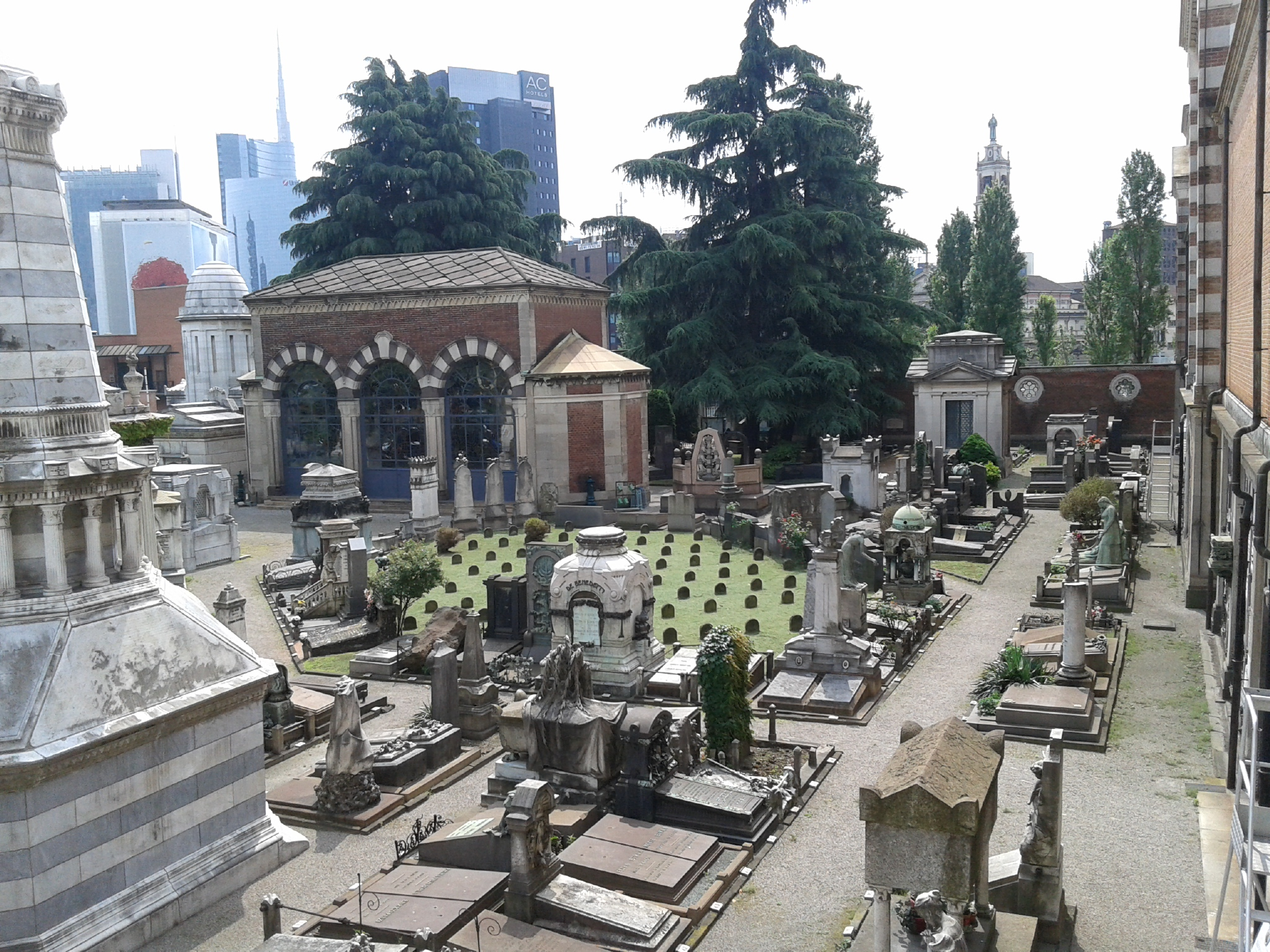
Une vue de la section israélite.

### Architecture et monuments
La section israélite abrite de nombreux monuments dus à des architectes et sculpteurs notables comme Carlo Maciachini (édicule Davide Leonino et Pisa), Giovanni Battista Bossi (tombeau  Anselmo de Benedetti), Ercole Balossi Merlo (édicule Leon David Levi), Luigi Conconi (édicule Segre), Giovanni Ceruti (édicule Vitali), Carlo Meroni (tombeau Taranto), Cesare Mazzocchi (édicule Giulio Foligno), Manfredo d'Urbino (édicule Jarach, tombeau Mayer, tombeau Besso, Monumento ai Martiri Israeliti del Nazismo), Gigiotti Zanini (tombeau Zanini), Adolfo Valabrega (édicule Moisé Foligno), Luigi Perrone (édicule Goldfinger) et les sculpteurs Mario Quadrelli (édicule Pisa), Giuseppe Daniele Benzoni (tombeau Ottolenghi Finzi), Luigi Vimercati (tombeau Estella Jung), Agostino Caravati (tombeau Alessandro Forti), Rizzardo Galli (tombeau Vittorio Finzi), Enrico Cassi (tombeau De Daninos), Attilio Prendoni (tombeaux Errera et Conforti), Edoardo Ximenes (édicule Treves), Giulio Branca (tombeau Giovanni Norsa), frères Bonfanti (tombeaux Davide et Beniamino Foà), Enrico Astorri (tombeaux  Carolina Padova et Fanny Levi Cammeo), Egidio Boninsegna (tombeau Giuseppe Levi), Dario Viterbo (colombaro Levi Minzi), Giannino Castiglioni (tombeaux Ettore Levis et Goldfinger), Adolfo Wildt (tombeau Cesare Sarfatti), Eugenio Pellini (tombeau Bettino Levi), Arrigo Minerbi (tombeau Renato del Mar), Roberto Terracini (tombeau Nino Colombo).
En mai 2015, le pavillon central a été orné de vitraux de l’artiste Diego Pennacchio Ardemagni qui représentent les douze tribus d’Israël.

## Personnalités
- Carlo Aliprandi (1881-1943), industriel et propriétaire terrien
- Alberto Ascari (1918-1955), pilote vainqueur en Formule 1
- Antonio Ascari (1888-1925), pilote vainqueur en Grand Prix
- Francesco Barzaghi (1839-1892), sculpteur
- Ernesto Bazzaro (1859 - 1937), sculpteur
- Luca Beltrami (1854-1933), architecte
- Arrigo Boito (1842-1918), compositeur et librettiste
- Gino Bramieri (1928 – 1996), acteur
- Maria Caserini (1884 - 1969), actrice
- Alfredo Catalani (1854-1893), compositeur
- Carlo Cattaneo (1801-1869), philosophe, patriote (au Famedio)
- Walter Chiari (1924-1991), acteur
- Franco Corelli (1921-2003), ténor
- Guido Crepax (1933-2003), auteur de bande dessinée
- Filippo Filippi (1830-1887), journaliste, critique musical
- Ambrogio Fogar (1941-2005), explorateur, écrivain, navigateur
- Giorgio Gaber (1939-2003), auteur, compositeur, musicien
- Giuseppe Gervasini (1867-1941), figure religieuse notée comme El pret del Ratanat
- Luigi Giussani (1922-2005) prêtre catholique, éducateur, fondateur de Communion et Libération (au Famedio)
- Francesco Hayez (1791-1882), peintre
- Vladimir Horowitz (1903-1989), pianiste
- Enzo Jannacci (1935-2013), chanteur, compositeur
- Herbert Kilpin (1870-1916), footballeur et fondateur de l'AC Milan
- Carlo Maciachini (1818-1899), architecte
- Alessandro Manzoni (1785-1873), poète, romancier (au Famedio)
- Ercole Marelli, entrepreneur et fondateur de Magneti Marelli.
- Filippo Tommaso Marinetti (1876-1944), poète et initiateur du mouvement littéraire du Futurisme
- Antonio Maspes (1932 -2000) Champion de cyclisme sur piste
- Bruno Munari (1907-1998), artiste et dessinateur
- Amedeo Natoli (1888-1953), entrepreneur, banquier d'affaires et fondateur de Allsecures
- Aldo Natoli (1906-1971), banquier d'affaires
- Giovanni Pesce (1918-2007), partisan et Médaille d'Or
- Francesco Maria Piave (1810-1876), librettiste, poète
- Amilcare Ponchielli (1834-1886), compositeur
- Aldo Natoli (1906-1971), banquier d'affaires
- Angelo Polli (1891-1981), Général italien, héros anti-nazi
- Emilio Polli (1901 -1893), industriel et athlète olympique Champion de natation
- Salvatore Quasimodo (1901-1968), lauréat du prix Nobel de littérature
- Medardo Rosso (1858-1928), sculpteur
- Defendente Sacchi (1796-1840), lettré
- Piero Sacerdoti (1905-1966), assureur
- Giovanni Virginio Schiaparelli (1835-1919), astronome
- Rosa Chiarina Scolari (1882-1949), Supérieure générale de l'Istituto della Riparazione
- Temistocle Solera (1815-1878), librettiste, poète, compositeur
- Michele Sindona (1920-1986), banquier et avocat
- Nanni Svampa (1938-2017), chanteur, compositeur
- Delio Tessa (1886-1939), poète dilectal
- Enzo Tortora (1929-1988), journaliste
- Arturo Toscanini (1867-1957), chef d'orchestre et violoncelliste
- Leo Valiani (1909-1999), écrivain, homme politique
- et les tombeaux de « grandes familles » de Milan comme celles des familles Falck (aciéries), Bernocchi (fondatrice de la Triennale de Milan), Bocconi (fondatrice de l'université homonyme et des grands magasins La Rinascente).

## Les œuvres d'art dans le cimetière

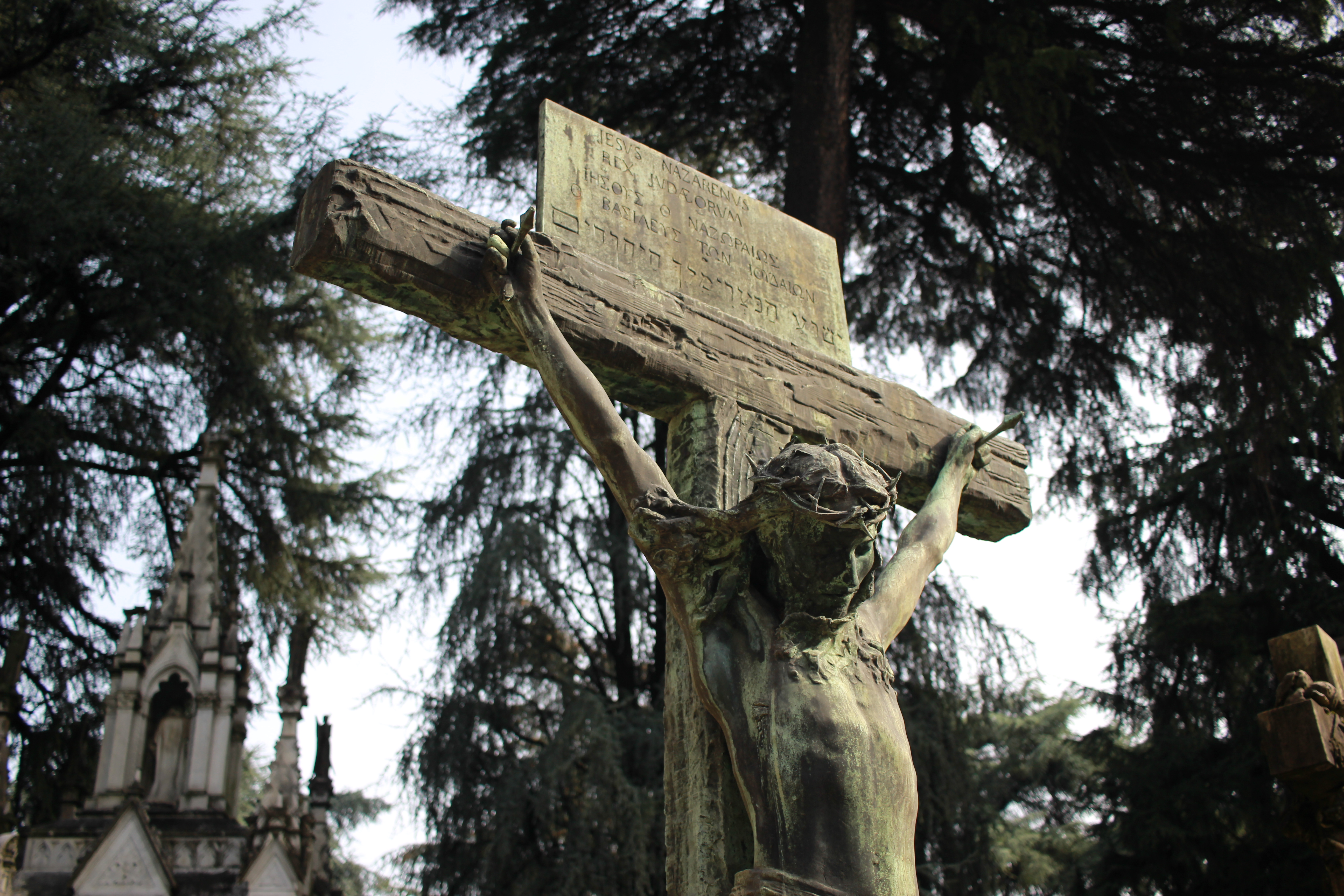
Détail d'une sculpture de Jésus Christ sur une tombe du cimetière monumental.

Le cimetière abrite de nombreux monuments, statues ou sculptures sur lesquels de grands artistes ont travaillé tout au long de l'histoire de ce lieu de repos (liste non exhaustive).
- Italo Antico (1934)
- Giulio Ulisse Arata (1881-1962)
- Antonio Argenti (1845-1816)
- Giosuè Argenti (1819-1901)
- Angelo Biancini (1911-1988)
- Remo Bianco (1922-1988)
- Orsino Bongi (1875-1921)
- Giovanni Battista Bossi (1864-1924)
- Claudio Botta (1891-1958)
- Antonio Bottinelli (1827-1889)
- Giovanni Broggi (1853-1919)
- Enrico Butti (1847-1932)
- Giannino Castiglioni (1884-1971)
- Ettore Cedraschi (1909-1996)
- Francesco Confalonieri (1850-1925)
- Nando Conti (1906-1960)
- Luigi Crippa (1838-1895)
- Agenore Fabbri (1911 - 1998)
- Lucio Fontana (1899-1968)
- Angelo Galli (1870-1933)
- Antonio Galli (1812-1861)
- Rizzardo Galli
- Primo Giudici
- Sigismondo Martini (1883-1959)
- Pasquale Miglioretti (1822-1881)
- Felice Mina (1912-1976)
- Mario Palanti (1885-1978)
- Dante Parini (1890-1969)
- Riccardo Pitter (1899-1976)
- Medardo Rosso (1858-1928)
- Adolfo Wildt (1868-1931)

## Galerie photographique

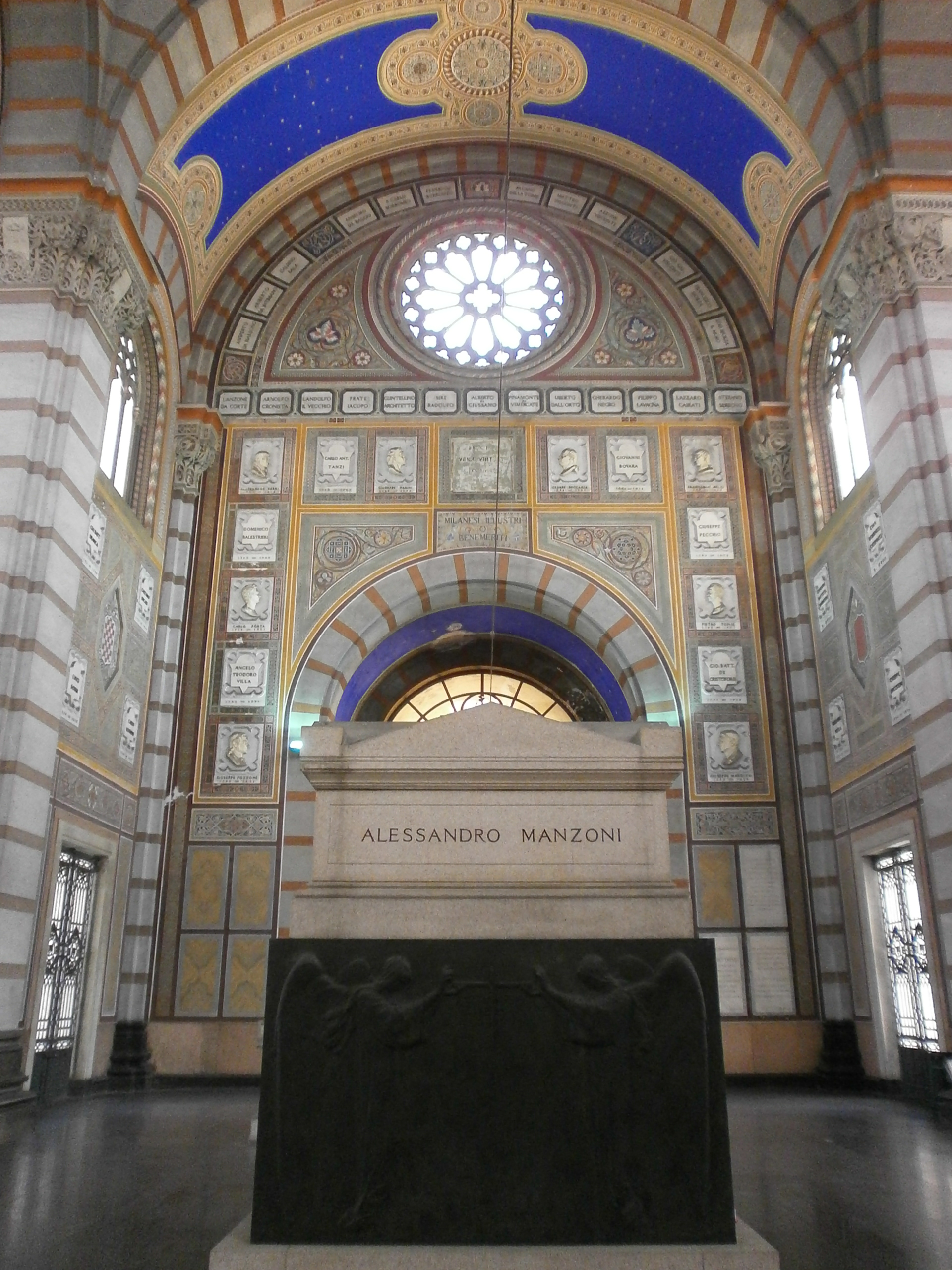
Tombeau d'Alessandro Manzoni.
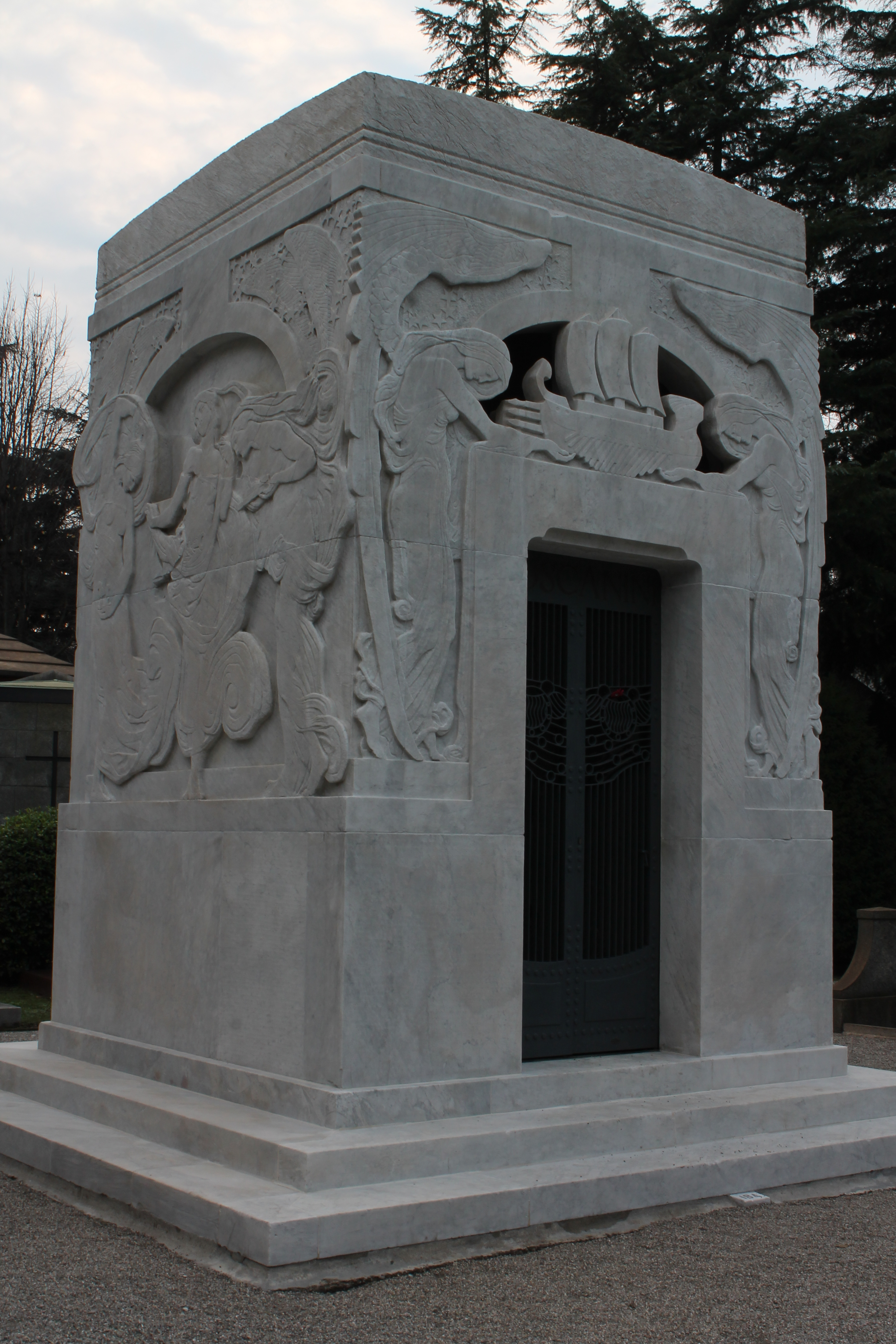
Tombeau d'Arturo Toscanini.
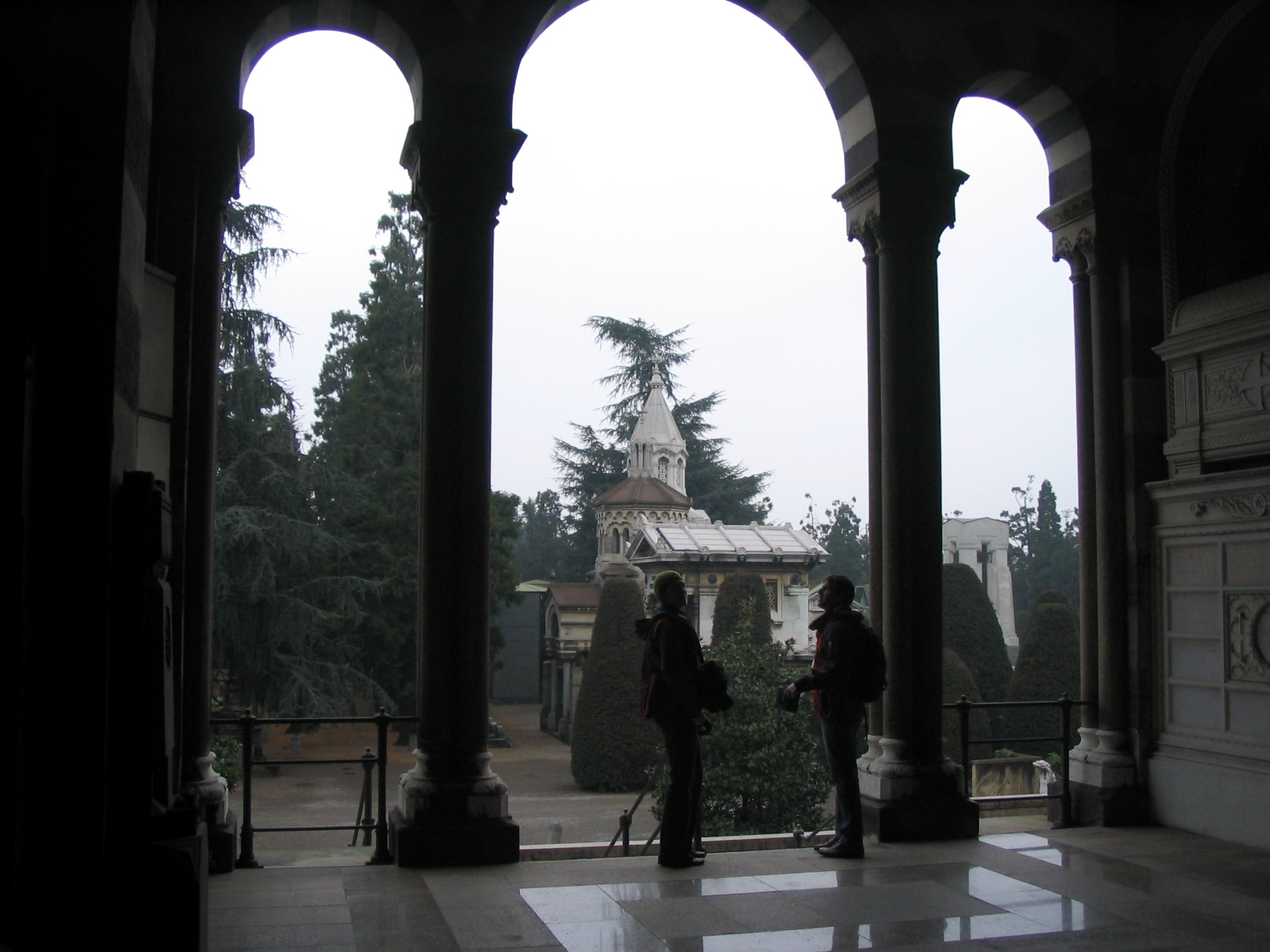
Vue depuis une des entrées.
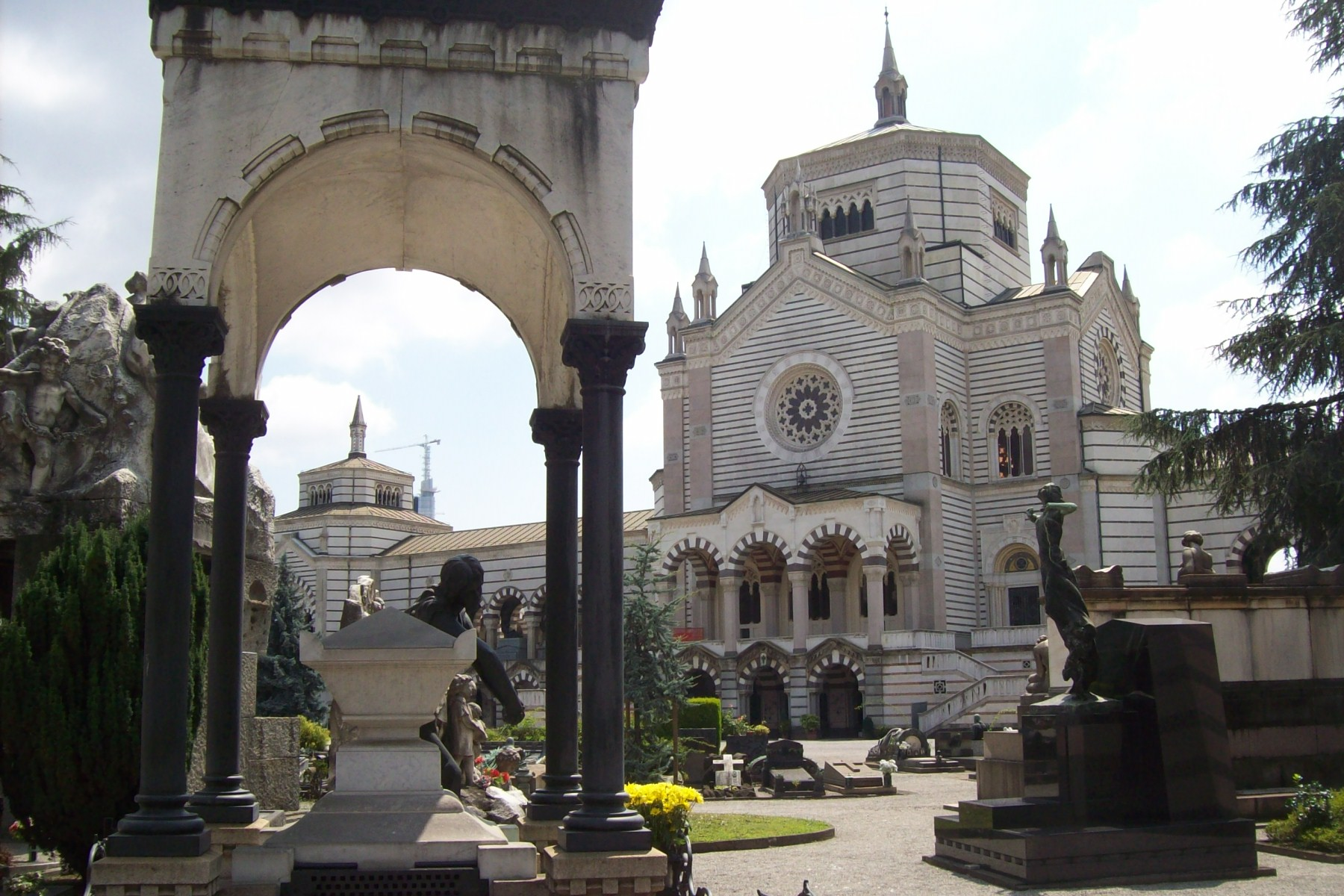
Le Famedio.